# جيوفاني تيراني
جيوفاني تيراني (بالإيطالية: Giovanni Terrani) (12 أكتوبر 1994 بفيدجيفانو في إيطاليا ) هو لاعب كرة قدم إيطالي في مركز الهجوم. لعب مع إنتر ميلان.

## روابط خارجية
- جيوفاني تيراني على موقع قاعدة بيانات كرة القدم.إي يو (الإنجليزية)
- جيوفاني تيراني على موقع عالم كرة القدم.نت (الإنجليزية)